# 松川弁当店
株式会社松川弁当店（まつかわべんとうてん）は、山形県米沢市米沢駅の駅弁を製造・販売する会社である。

## 沿革
- 1899年（明治32年） - 創業。
- 2005年11月8日 - 当社監修でファミリーマート店舗にて1ヶ月限定で弁当販売（「牛肉番長」）。
- 2006年10月17日 - 当社監修で特撰牛肉弁当「牛肉道場」を再現した「牛肉弁当」が関西地区のローソン店舗にて2週間限定で弁当販売（牛肉はオーストラリア産を使用）。
- 2008年 - 米沢オフィス・アルカディアへ本社及び工場を移転。株式会社化。

## 駅弁

### 牛肉道場
- 特撰牛肉弁当「牛肉道場」 - 牛肉煮と牛肉そぼろをはじかみで仕切り、武芸の道場に見立てたもの。
  - 「米沢牛 牛肉道場」 - 米沢牛を使用した「牛肉道場」の上位商品。

### 他の牛肉駅弁
- 米沢名物「すきやき弁当」 - 昭和20年代、松川弁当店が駅弁の素材に牛肉を使用した最初の駅弁。
  - 復刻版「米沢牛肉 すきやき弁当」 - 「昭和39年当時の掛け紙を再現」の表記。「すきやき弁当」の上位商品。
- 牛タン「ベコの手形弁当」
- 「牛串弁当」
- 日本初！音が鳴る弁当「牛角煮弁当」
- 米沢名物「牛釜めし」
- 「まかない牛めし」 - 2019年現在、販売休止。

### 一般・幕の内駅弁
- 米沢の味「幕の内弁当」
  - 「戦国 幕の内弁当」 - 「幕の内弁当」に海老など海産物とタケノコなど山の幸を加え、海を持つ大名と内陸の米沢との合戦に見立てたもの[1]。
  - 「特製 幕の内弁当」 - 「幕の内弁当」の上位商品。
- 「ビーフドライカレー」
- 「直江兼続公御膳」

### 高額・限定駅弁
- 「米澤牛 牛肉辨當」 - 包装紙に米沢藩の西洋人教師による、米沢牛の由来が書かれている。
  - 「米沢牛 すき焼き弁当」
  - 「米沢牛 焼肉弁当」
  - 「米沢牛 牛づくし弁当」 - 「ハンバーグ」「カットステーキ」「サイコロステーキ」の３種の米沢牛入り。2,140円で予約受注品。
- 「松川のよくばり弁当　”華（はな）”」 - 四種類の弁当をワンパックにしたもの。
- 名物「鯉弁当」 - 完全予約制。鯉の甘露煮など米沢の郷土料理が詰まった限定品。
- 「米澤牛焼肉重 松川辨當」 - 「米沢牛」の表記。梱包には米沢城と駅弁の売り子が描かれている。
- 「米沢牛肉物語ステーキ三昧」 - 3150円の高額駅弁。最高級米沢牛のヒレステーキが入る。完全予約受注品であり、いい肉が入手できない場合は調製をお断りされる場合もあるので要注意。

### 加熱式
- つばさ車内限定特製「すきやき弁当」
- ひもをひいたらホッカホカ「焼肉弁当バカ一代」
- ひもをひいたらホッカホカ「Wで旨いカルビ丼」
- ひもをひいたらホッカホカ「すきやき弁当」
- ひもをひいたらホッカホカ「牛たん重はえぬき」
- ひもをひいたらホッカホカ「牛べこ」
- ひもをひいたらホッカホカ「牛肉ビビンバ丼」

### 期間限定駅弁
山形新幹線開業15周年記念（2007年7月〜）
- 米沢のうしめし - 1000円

### 真空パック
- 本場米沢の味「牛めし」
- 松茸入り特撰黒毛和牛「牛肉弁当」

## 空弁
- 山形県産牛「牛肉弁当」

## 監修（コンビニ弁当）
- 「牛肉番長」 - 2005年にファミリーマート店舗にて1ヶ月限定で発売。「牛肉道場」にそっくりなデザインだが、牛肉はオーストラリア産で６５０円と半値程度に抑えた。
  - 「松川弁当店」は製造でなく「監修」と梱包に印刷されてある。

## 姉妹店
- 米沢牛牛肉料理「米澤牛DININGべこや」
  - 山形県米沢市東3-2-34
- 米沢牛炭火焼肉「炭火焼肉いろり」
  - 山形県米沢市中央2-4-30
- 米沢ラーメンと中華料理「旨い!!らーめん 三男坊」
  - 山形県米沢市金池5-8-84
- 米沢唯一味噌ラーメン専門店「味噌屋 三男坊」
  - 山形県米沢市徳町4-48-1
- 初県外進出店舗「やまがた辛味噌らーめん りゅうぞう」
  - 宮城県仙台市宮城野区名掛丁119-3 M-SALAビル1F

## 販売箇所
- 米沢駅
  - 1番線ホーム立売（松川弁当直営）

かつては 山形新幹線つばさ車内（下り列車は要望があるときのみ、米沢駅で積込む）で「つばさ車内限定『すきやき弁当』」を数量限定販売していたが、車内販売縮小に伴い2019年3月15日で終了した。
- 東京駅構内(駅弁屋祭・駅弁屋踊)[3]
- 大宮駅構内(駅弁屋 旨囲門 ecute大宮店)
- 新宿駅構内(駅弁屋 新宿店)
- 上野駅構内(駅弁屋匠 ecute上野店)
- 鉄道博物館内(さいたま市)

## テレビ出演
- スーパーテレビ情報最前線「1992年夏　豪華列車の旅」（日本テレビ1992年夏）
- :山形新幹線開業を機に開発した「牛肉道場」や開業前後の推移の取材を新杵屋や日本食堂調理センターとともに受けている。